# Zhang Yin (pintor)
Avís: Amb el nom de Zhang Yin existeix una empresaria (de les més riques de la Xina) nascuda el 1957 i un professor universitari nascut el 1907. També pot haver una confusió amb un pintor, especialitzat en peixos, amb el nom de Zhang Ying.
Zhang Yin (xinès simplificat: 张吟; xinès tradicional: 張吟; pinyin: Zhāng Yín) fou un pintor, cal·lígraf i poeta que va viure sota la dinastia Qing. Va néixer el 1761 a Dantu, actualment Zhenjiang província de Jiangsu. Va morir el 1829. Va ser estudiant “gongsheng (la Xina imperial classificava els estudiants en categories honorífiques les quals comportaven una sèrie d'avantatges segons el grau).
Zhang Yin va destacar com a paisatgista (sovint amb obres d'aspecte desolat) que solia residir mesos al lloc on pintava i pintor d'imatges budistes i de flors, bambús i roques. Vinculat a l'”Escola Jingjiang” (coneguda en la història de l'art com a “Escola Dantu”). S'inspirà en artistes com Wen Zhengming, Shen Zhou, Wang Shimin, Wang Jian, Wang Hui i Wang Yuanqi, Zhang, però, va crear un estil propi amb una coloració elegant. Mentre l'artista contemporani Gu Heqing era famós com “Gu el pintor de salzes”, Zhang era cèlebre com “Zhang el pintor de pins”. Entre les seves obres cal mencionar ”Tres muntanyes a Jingkou".